# Пуерто дел Росарио (Шпанија)
Пуерто дел Росарио (шп. Puerto del Rosario) град је у Шпанији у аутономној заједници Канарска Острва у покрајини Лас Палмас. Према процени из 2017. у граду је живело 38 126 становника.

## Становништво
Према процени, у граду је 2017. живело 38 126 становника.
| 2017.  |
| ------ |
| 38 126 |